# Vernet-les-Bains

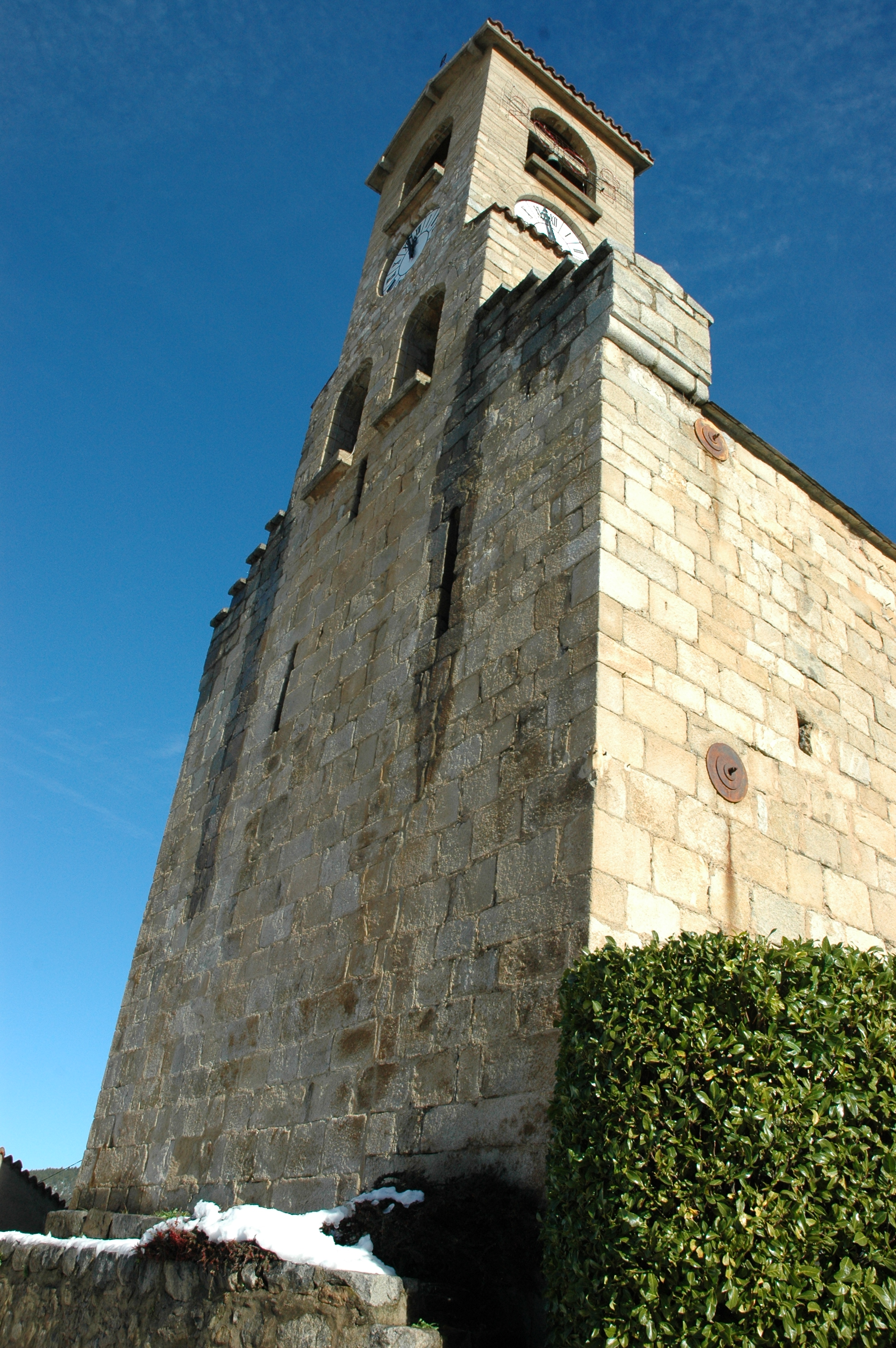
Kościół św. Saturnina (2008)

Vernet-les-Bains – miejscowość i gmina we Francji, w regionie Oksytania, w departamencie Pireneje Wschodnie.
Według danych na rok 1990 gminę zamieszkiwało 1489 osób, a gęstość zaludnienia wynosiła 89 osób/km² (wśród 1545 gmin Langwedocji-Roussillon Vernet-les-Bains plasuje się na 252. miejscu pod względem liczby ludności, natomiast pod względem powierzchni na miejscu 477.).

## Populacja

Populacja Vernet-les-Bains w latach 1962–2008